# Mustafa Akıncı

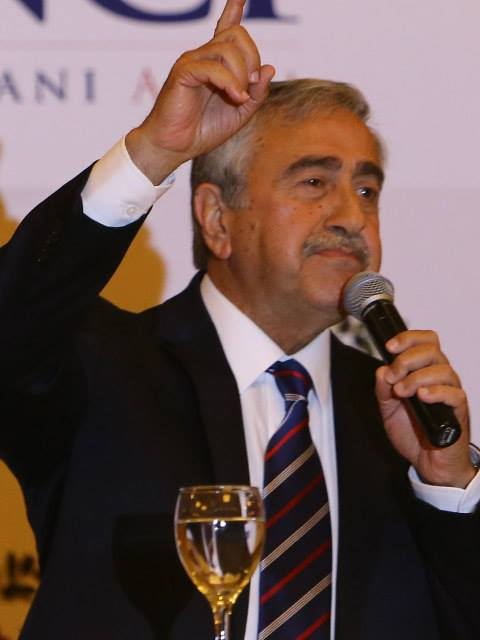
Mustafa Akıncı 2015

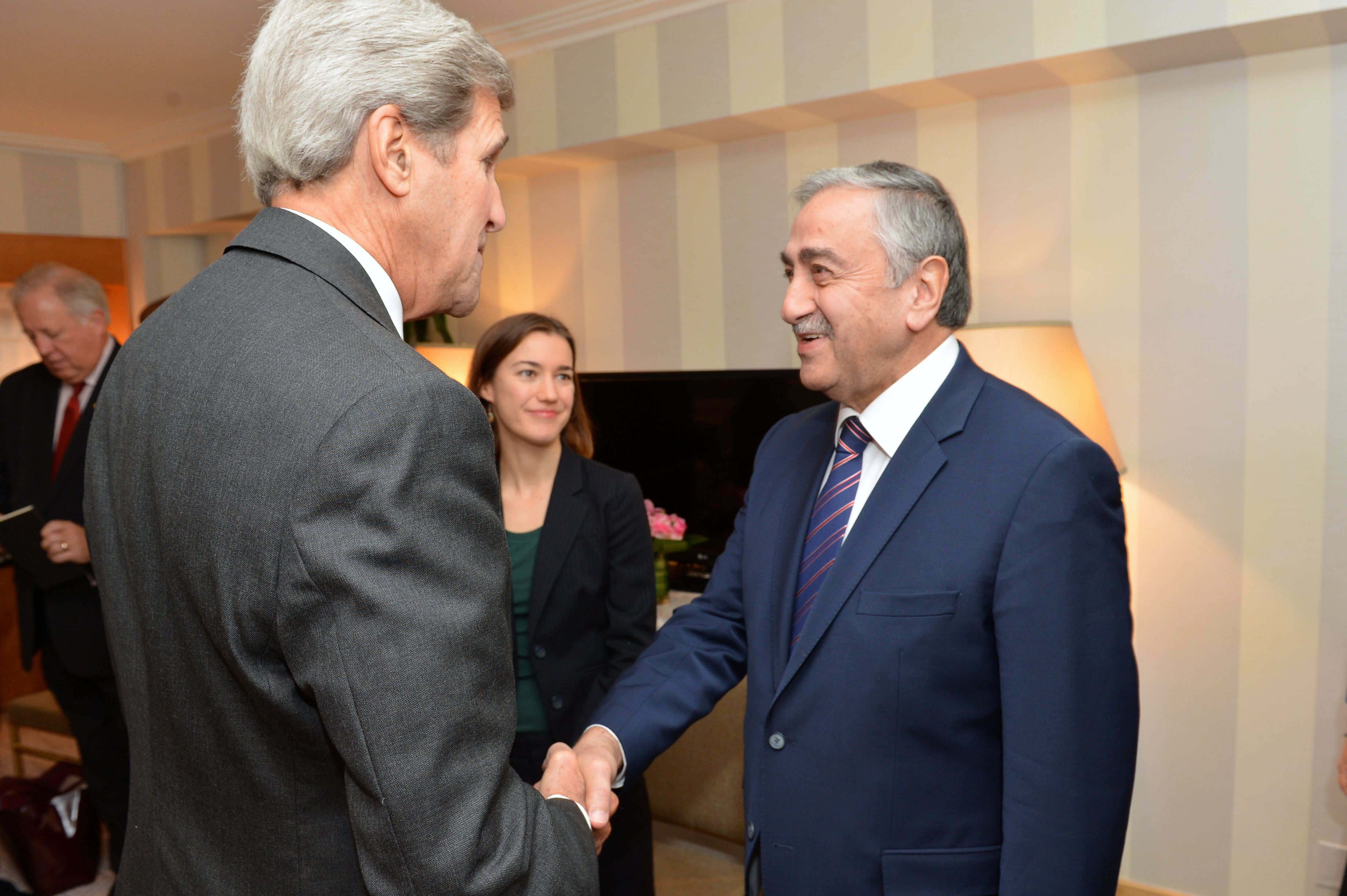
Mustafa Akıncı im Gespräch mit US-Außenminister John Kerry

Mustafa Akıncı (* 28. Dezember 1947 in Limassol) ist ein türkisch-zyprischer Politiker. Er war vom 30. April 2015 bis 23. Oktober 2020 der Präsident der Türkischen Republik Nordzypern.

## Privatleben und Ausbildung
Akıncı wuchs in Limassol auf. Er absolvierte 1973 die Fakultät für Architektur an der Technischen Universität des Nahen Ostens in Ankara. Nach seinem Abschluss ließ er sich in Nord-Nikosia nieder. Er ist mit Meral Akıncı verheiratet, hat drei Kinder und zwei Enkel. Neben Türkisch spricht er auch Englisch.

## Politische Laufbahn
Er war Mitglied der verfassunggebenden Versammlung des Türkischen Föderativstaats von Zypern. Er war der erste Bürgermeister des türkischen Teils von Nord-Nikosia, der Hauptstadt der Türkischen Republik Nordzypern und hatte dieses Amt 14 Jahre lang von 1976 bis 1990 inne.  Als Bürgermeister von Nord-Nikosia arbeitete er mit dem Bürgermeister des griechischen Teils von Nikosia zusammen.
Er spielte eine wichtige Rolle bei der Gründung der Kıbrıs Türk Belediyeler Birliği und war dessen erster Vorsitzender.
Von 1987 bis 2011 war er Parteivorsitzender der Toplumcu Kurtuluş Partisi und von 1993 bis 2009 Abgeordneter in der Versammlung der Republik. Von 1999 bis 2001 war er stellvertretender Ministerpräsident und Minister für Tourismus in der Türkischen Republik Nordzypern. Mit Gründung der Toplumcu Demokrasi Partisi trat er von seiner Position als Parteivorsitzender zurück. Bei der Präsidentschaftswahl in Nordzypern 2015 gewann er mit 60,3 % gegen Amtsinhaber Derviş Eroğlu. Nach seiner Wahl erklärte Akıncı, mit Nikos Anastasiadis, dem Präsidenten der Republik Zypern, Verhandlungen zur Wiedervereinigung führen zu wollen. Die ersten Verhandlungen fanden im Mai 2015 statt.